# Kaszadzsima Josie
Kaszadzsima Josie (笠嶋 由恵; Hepburn: Kasajima Yoshie) (Japán, 1975. május 12. –) japán válogatott labdarúgó.

## Klub
A labdarúgást a Shimizudaihachi SC csapatában kezdte. Az Urawa Reds és az AS Elfen Sayama FC csapatában játszott.

## Nemzeti válogatott
1999-ben debütált a japán válogatottban. A japán válogatott tagjaként részt vett az 1999-es és a 2001-es Ázsia-kupán. A japán válogatottban 24 mérkőzést játszott.

## Statisztika
| Japán válogatott | Japán válogatott | Japán válogatott |
| Időszak          | Mérk.            | gól              |
| ---------------- | ---------------- | ---------------- |
| 1999             | 5                | 1                |
| 2000             | 5                | 0                |
| 2001             | 9                | 2                |
| 2002             | 5                | 1                |
| Összesen         | 24               | 4                |

## Sikerei, díjai
Japán válogatott
- Ázsia-kupa:  Ezüst; 2001

Egyéni
- Az év Japán csapatában: 2004